# لوکاواتس
لوکاواتس (بوسنیایی: Lukavac) یک منطقهٔ مسکونی در بوسنی و هرزگوین است که در کانتون توزلا واقع شده‌است.

## خصوصیات
لوکاواتس ۳۳۷ کیلومترمربع مساحت و ۴۶٬۷۳۱ نفر جمعیت دارد.

## خواهرخوانده
شهر برمن خواهرخواندهٔ لوکاواتس هست.